# 南加勒比海岸自治区委员会
南加勒比海岸自治区委员会（英語：South Caribbean Coast Autonomous Regional Council）是尼加拉瓜南加勒比海岸自治区的立法机关，成立于1990年5月4日，设于布卢菲尔兹。实行一院制。有45名委员，由直接选举产生。每届委员会任期5年。